# Хатишериф из 1829. године
Хатишериф из 1829. године представља важан корак у успостављању аутономије Кнежевине Србије у односу на Османско царство. Први је од три (или четири, рачунајући и Турски устав) хатишерифа које је султан издао Србима. Султан је Првим хатишерифом обећао Србима остваривање привилегија изнетих у Одвојеном акту 1826. године. На потписивање хатишерифа султан је присиљен Једренским миром склопљеним са Русијом након пораза у последњем рату. Акт је објављен на скупштини у јануару 1830. године.

## Увод
Темељи нововековне српске државе ударени су Првим (1804—1813) и Другим (1815—1817) устанком. У тадашњој борби српског народа против Османског царства налазимо основне елементе српске државности новог доба. Посебну групу извора, који су послужили као правна основа за стварање аутономне Кнежевине Србије, чине руско-турски мировни уговори из двадесетих и тридесетих година 19. века. Први од њих јесте Букурешки мир, први међународни документ у коме се спомињу Срби. Осмом тачком Србија је постала привилегована област Турског царства стекавши статус правног лица. Велики корак ка изградњи аутономије јесте и издавање осам фермана 1815. и 1816. године којима су Срби добили амнестију од султана (због учешћа у Другом српском устанку) и разне повластице. У Одвојеном акту из 1826. године Срби су Порти представили жеље народа. Оне су се односиле на независност унутрашње управе, слободу вере, обједињавање свих дажбина према Царству у једну, слобода трговине, подизања школа, болница, штампарија и сл. Дана 7. октобра исте године Акерманском конвенцијом закљученом са Русијом, Порта се обавезала да у року од 18 месеци реши српско питање у складу са Одвојеним актом (5. тачка конвенције).

## Руски утицај
Кршење Акерманске конвенције довело је до избијања новог Руско-турског рата који се завршио Једренским миром, неповољним по Турке. Свемоћан утицај руског двора над Турском осећао се у шестом члану мировног споразума који је обавезао порту да у року од месец дана са највећом тачношћу испуни одредбе Одвојеног акта и пете тачке Акерманске конвенције. Уз то, она је дужна да Србији врати шест отргнутих нахија "и на тај начин осигура заувек мир и благостање тог верног и покорног народа". Издати хатишериф Порта је дужна да службено представи руском двору. Србија је тако постала руска штићеница.

## Одредбе
Приморана одредбама Једренског мира Порта је издала Србима први хатишериф (18/30. септембар 1829 година). Насловљен на београдског везира и београдског молу (што је љутило кнеза Милоша који је помишљао и да га одбије) , први хатишериф није садржао ништа ново. У њему је султан потврдио све одредбе руско-турских споразума који се односе на Србе (8. тачка Букурешког мира, 5. тачка Акерманске конвенције и Одвојени акт, 6. тачка Једренског мира). Султан је свечано потписао ферман давајући му тако снагу највишег званичног акта — хатишерифа. Њиме нису потврђена права која је српски народ непрестано захтевао од 1815. године већ су само свечано обележене привилегије које ће Срби ускоро моћи да уживају. Хатишериф је фактички представљао обећање султана Србима да ће остварити српске захтеве у погледу аутономије.

## Објављивање
Хатишериф је стигао у Крагујевац 11. децембра 1829. године. Потом га је Милош упутио у Београд везиру који га је примио 13. децембра из руку Алексе Симића. Преводиоцима је задао много мука. Прочитан је на скупштини у Крагујевцу јануара 1830. године пошто га је београдски везир претходно објавио у Београду и потом његове копије разаслало у градове и вароши Србије. Кнез Милош је био свестан његовог значаја. На скупштини је, између осталог, изјавио:
Велика је и вишествена разлика између садашњег и ондашњег стања нашег. До сада је стање наше друго било, а од сада са овим другачије постаје. До сада смо били безусловни поданици самовласја турског и робови, а сад постајемо самобитним народом ког права султан, хатишерифом својим, пред целим светом торжествено признаје, и који ћемо о полезним само по нас уговорима од престола његовог зависити. Сад постајемо равнима осталим благоображеним и срећним народима христијанских држава.
Питање српске аутономије биће у потпуности решено хатишерифима из 1830. и 1833. године.